# Selenocephalus ankarae
Selenocephalus ankarae är en insektsart som beskrevs av Dlabola 1957. Selenocephalus ankarae ingår i släktet Selenocephalus och familjen dvärgstritar. Inga underarter finns listade i Catalogue of Life.